# Joseon Baekja

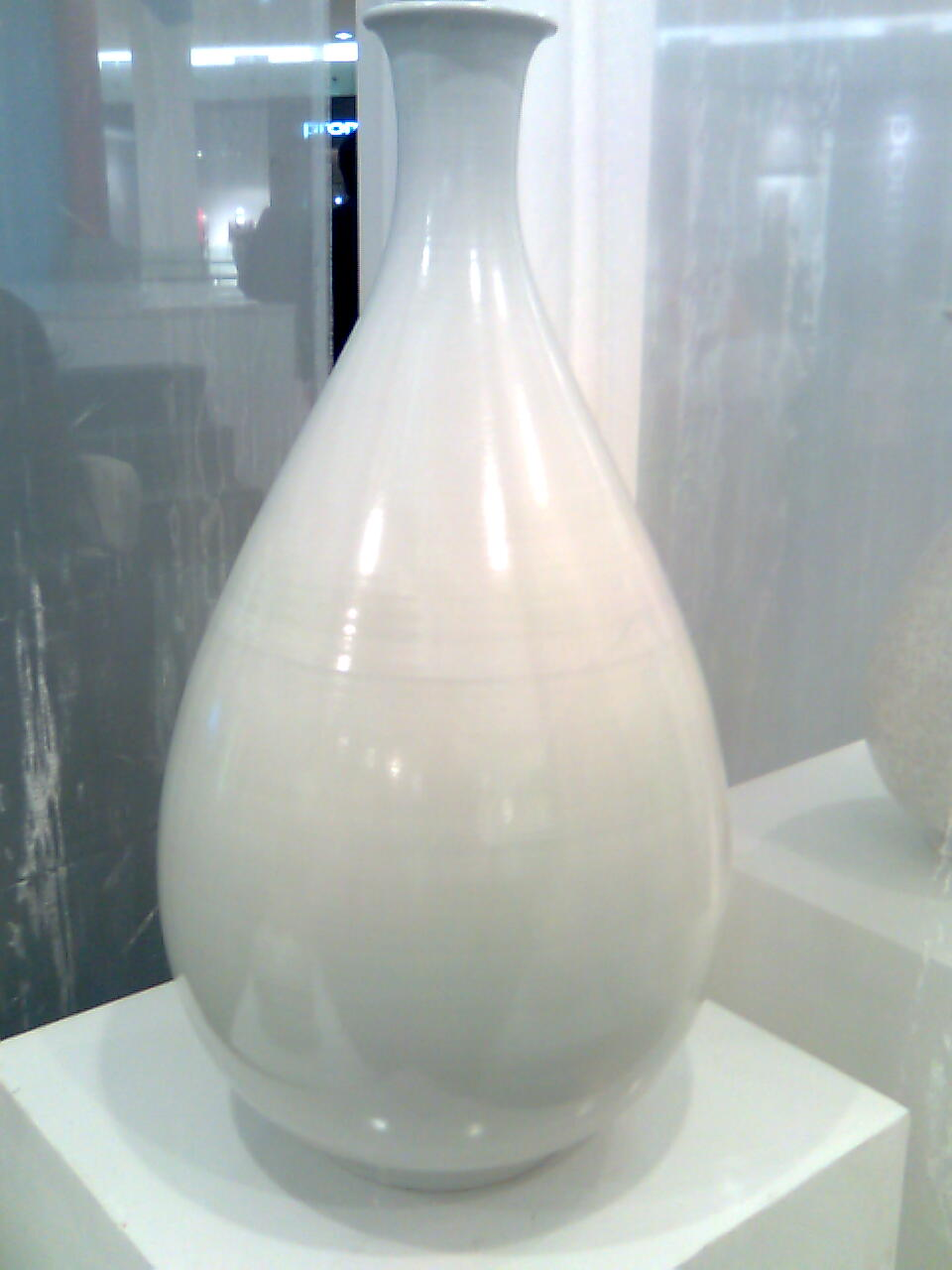
La porcelana blanca de Joseon o Joseon Baekja.

La porcelana blanca de Joseon o Joseon Baekja (en alfabeto Hangul: 조선백자, en Hanja: 朝鮮白磁) indica porcelanas blancas producidas durante la dinastía Joseon (1392-1910), representando la belleza de las cerámicas coreanas durante esta época.

## Significado
Baekja (en Hangul: 백자) tiene sentido de la cerámica blanca y se usa la palabra “Joseon Baekja” como su nombre oficial, dando explicación sobre la época de producción. La dinastía anterior de Joseon, Goryeo tenía fama de producir la porcelana verde llamada cheongja (en Hangul:청자), formando contraste de las porcelanas entre dos dinastías.

## Historia
Baekja primera vez apareció durante Goryeo y continuaba su producción durante Joseon, ganando la gran popularidad entre las aristocracias. El confucianismo  se centra en Joseon como filosofía y político, mientras que el color blanco de las porcelanas representa su valor como la frugalidad y el pragmatismo más grande.
Las cerámicas de Joseon pasaron diversas transformaciones durante 500 años y generalmente se dividió tres plazos: el principio, el medio y el fin. Aunque la cronología de cerámicas era diferente entre los estudiosos, tres acontecimientos afectaron producción de las porcelanas: la invasión japonesa, el establecimiento de Bunwon  (hangul: 분원; hanja: 分院), las alfarerías operadas por el gobierno en Bunwon-ri, Gwangju cerca de Hanyang (ahorita Seúl) en 1751 y la privatización de Bunwon en 1884.

Las características son la belleza de simplicidad, la moderación de decoración sobre la cerámica y uso defino de color, refleciando utopía del país confucianismo coreano.

## Galería

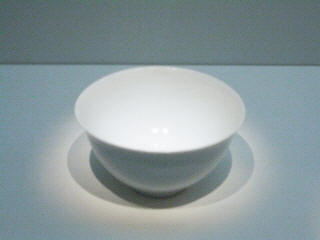
Un cuenco, Siglo XV AD, Corea
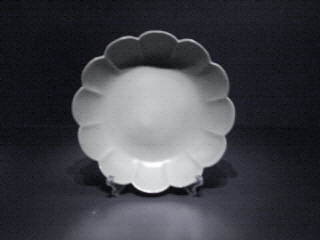
Un plato blanco, Siglo XV, Corea
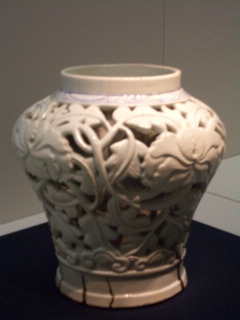
La porcelana, Siglo XVIII, Corea
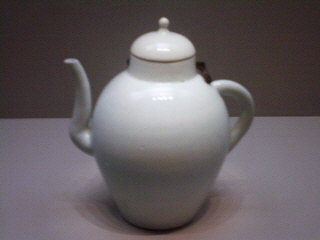
Siglo 18-19, Corea